# Bulbinella talbotii
Bulbinella talbotii är en grästrädsväxtart som beskrevs av Lucy Beatrice Moore. Bulbinella talbotii ingår i släktet Bulbinella och familjen grästrädsväxter. Inga underarter finns listade i Catalogue of Life.